# Matthias Ludwigs
Matthias Ludwigs (* 25. Mai 1980 in Köln) ist ein deutscher Konditormeister, Koch und Sachbuchautor. 2009 wurde er zum Pâtissier des Jahres gewählt.

## Leben
Nach der Schule begann Ludwigs 1996 eine Lehre als Koch und erreichte innerhalb dieser Zeit 1999 den zweiten Platz der deutschen Jugendmeisterschaften auf dem Petersberg. Anschließend entschied er sich für eine weitere Lehre zum Konditor.
Nach den Ausbildungen wurde er 2001 mit 21 Jahren Chef Pâtissier im Restaurant Lenbach in München. Dortiger Küchenchef war Stefan Marquard. Seine Bundeswehrzeit verbrachte Ludwigs in der Backstube der Bonner Hardthöhe und kreierte dort Torten und Teilchen im Gästekasino des Verteidigungsministeriums. 2003 wurde er Demichef Pâtissier bei Dieter Müller im 3-Sterne-Restaurant Schloss Lerbach in Bergisch Gladbach. Der dortige Chef Pâtissier, Frederic Guillon, weckte in ihm die Leidenschaft für französische Pâtisserie.
Bevor er mit 25 Jahren nach Heidelberg zog, um dort seine Meisterprüfung im Konditoren-Handwerk abzulegen, ging er als Demichef Pâtissier mit dem Kreuzfahrtschiff MS Europa auf See. 2005 kehrte der Konditormeister zurück nach Köln und wurde Chef Pâtissier im Restaurant Graugans des 5-Sterne-Hotels Hyatt Regency. Bekanntheit erlangte Ludwigs aufgrund seiner Leistungen, für die er vom Gault Millau zum „Pâtissier des Jahres 2009“ gewählt wurde. „Er zaubert Wunderwerke, die samt und sonders Bilder für die Götter sind“, so die Jury.
Matthias Ludwigs gehört zu den Pâtissiers, die regelmäßig im TV- und Radio-Shows auftreten. Seit 2009 backt er alle 14 Tage bei der Sendung daheim + unterwegs im WDR-Fernsehen und seit April 2014 ist er Juror der neu aufgelegten Sendung Tortenschlacht auf VOX. Mittlerweile hat er vier Back- und Dessertbücher geschrieben.
Seit 2009 ist Matthias Ludwigs Chef Pâtissier bei „Törtchen Törtchen“ in Köln und zudem seit 2012 Mitinhaber dieser Pâtisserie mit vier Filialen. „Törtchen Törtchen“ zählt laut „Der Feinschmecker 2014“ zu den 450 besten Cafés und Röstereien Deutschlands und ist laut Varta-Führer 2014 eine von vier Feinkostadressen in Köln.

## Kreationen
Seine Kreationen sind überwiegend aus zwei Haupt- und ein bis zwei Nebenkomponenten aufgebaut. Beliebte Kombinationen von Matthias Ludwigs sind beispielsweise Rhabarber-Estragon, Banane-Tamrinde, Kokos-Curry, Yuzu-Haselnuss, Aprikose-Thymian und Rosmarin-Ananas.

## Wettbewerbe und Auszeichnungen
- 2009: Gault Millau 2009 “pastry chef of the year”[7]
- 2008: Roussilon Dessert Trophy, 2. Place (Europe)[8]
- 2008: German Chocolate Masters, 3. Place[9]
- 2008: Roussillon Dessert Trophy Germany, 1. Place[10]
- 2006: German Chocolate Masters – Finest Taste Award[11]

## Buchveröffentlichungen
- Ludwigs Patisserie: Inspirationen für das perfekte Dessert, Stuttgart: Matthaes, 2010, ISBN 978-3-87515-112-1
- Törtchen, Törtchen. Himmlische Versuchungen, Köln: vgs Egmont, 2010, ISBN 978-3-8025-3701-1
- Plätzchen-Schule, Köln: vgs Egmont, 2011, ISBN 978-3-8025-3745-5
- Törtchen & Tartelettes, München: Christian Verlag, 2013, ISBN 978-3-86244-319-2
- mit Johannes J. Arens und Jennifer Braun: Die Konditorei. 50 Backrezepte traditionell und innovativ. Christian Verlag, München 2023, ISBN 978-3-95961-732-1.